# Disa atricapilla
Disa atricapilla là một loài thực vật có hoa trong họ Lan. Loài này được (Harv. ex Lindl.) Bolus mô tả khoa học đầu tiên năm 1882.